# 가회동성당
가회동성당(嘉會洞聖堂)은 서울특별시 종로구 가회동에 위치한 천주교 서울대교구 소속의 성당이다. 주소는 서울특별시 종로구 북촌로 57이다.
가회동성당은 지하 3층 및 지상 3층, 대지면적 1150m2, 연면적 3738m2 규모로 지어졌다.  한국 전통의 한옥과 현대 성당 건물인 양옥이 복합적으로 구성되어 있는 건물로, 본 성당 건물은 양옥으로, 들어가는 입구 건물은 한옥으로 되어 있어 조화를 이룬다. 2016년에는 그해 처음으로 시작된 '서울 우수한옥' 후보 심사에 올라 13곳의 다른 한옥과 함께 우수한옥 인증을 받았다.
2013년에는 독일의 토마스 얀에서 제작한 파이프 오르간이 성당 내에 처음으로 설치되었다.
가회동성당은 매년 혼인 예식을 접수받는데, 접수시에는 교적증명서(교적본당 발급, 신자에 한함), 예약금(50만원, 현금)을 지참하여 혼인당사자가 방문해야 한다. 2017년 1월 19일에는 배우 김태희와 가수 비가 이 곳에서 결혼식을 올렸다.

## 연혁
- 1795년 4월 5일 주문모 신부가 한국 최초로 천주교 미사를 집전했다.